# 長月ラム
長月 ラム（ながつき らむ、1987年10月28日 - ）は、日本のAV女優。身長、153cm。スリーサイズはB83（Dカップ）・W58・H83。血液型、A型。

## 略歴
和歌山県出身。2008年8月に『ドスケベ×ギリモザ 新人ギリモザ 長月ラム』でAVデビューした。

## 出演作品

### アダルトビデオ
2008年
- ドスケベ×ギリモザ 新人ギリモザ 長月ラム（8月19日、エスワン）[1][2]
- ドスケベ×ギリモザ もっと激しく、激しく突いて 長月ラム（9月19日、エスワン）[1][2]
- ドスケベ×ギリモザ 淫らな肉体 長月ラム（10月19日、エスワン）[1][2]
- ドスケベ×ギリモザ 隣のドスケベ若奥様 長月ラム（11月19日、エスワン）[1][2]
- ドスケベ×ギリモザ 無限絶頂!激イカセFUCK 長月ラム（12月19日、エスワン）[1][2]

2009年
- ドスケベ×ギリモザ 絶叫!ビッグマグナムFUCK 長月ラム（1月7日、エスワン）[1][2]
- ドスケベ×ギリモザ 喉奥ディープフェラ 長月ラム（3月19日、エスワン）[1][2]
- ドスケベ×ギリモザ 交わる體液、濃密セックス 長月ラム（4月19日、エスワン）[1][2]
- 100人連続発射輪姦  長月ラム（7月25日、ダスッ!）[2]

2010年
- Honey Pot 24（5月25日、リバイバル）[4]